# Édouard Preud'homme
Léopold Edouard Preud'homme (Hoei, 18 september 1832 - 12 september 1903) was een Belgisch volksvertegenwoordiger.

## Levensloop
Hij was een zoon van de graanhandelaar Isidore Preud'homme en van Lambertine Fonder. Zelf bleef hij vrijgezel.
Gepromoveerd tot doctor in de rechten (1859) aan de Rijksuniversiteit Luik, vestigde hij zich als advocaat bij de balie van Luik (1859-1876). Hij trad vervolgens toe tot de magistratuur en was rechter (1876-1885) en voorzitter (1885-1902) van de rechtbank van eerste aanleg in Hoei.
Hij was ook politiek actief, als gemeenteraadslid van Hoei (van 1870 tot aan zijn dood) en was schepen van deze stad (1861-1869). Hij was ook provincieraadslid (1863-1866).
In 1866 werd hij verkozen tot liberaal volksvertegenwoordiger voor het arrondissement Hoei en oefende dit mandaat uit tot in 1870.